# Antoine de Stolberg-Wernigerode
Antoine de Stolberg-Wernigerode (23 octobre 1785 - 11 février 1854) est ministre principal à Magdebourg, haut président la province de Saxe et ministre d'État prussien.

## Biographie
Il est un quatrième fils du comte en titre Christian-Frédéric de Stolberg-Wernigerode et de la comtesse Auguste Eleonore de Stolberg-Stolberg, il est né au Château de Wernigerode. Il entre dans l'Armée prussienne en 1802. Il participe à une partie des Guerres napoléoniennes et est Lieutenant général et commandant du 27e régiment de Landwehr.
Le 18 décembre 1815, son père lui transfère la seigneurie du Kreppelhof (Grodztwo) en Silésie (qui fait aujourd'hui partie de Kamienna Góra, en Pologne) en fideicommis et majorat. Cela signifie qu'il n'est pas autorisé à le vendre et qu'il appartiendrait à lui et à ses descendants à perpétuité et qu'il serait indivisible et hérité selon la primogéniture. En 1831, il hérite de la seigneurie de Diersfordt près de Wesel de son beau-frère, le baron Christopher Alexander Charles Frederick de Wylich.
En 1828, il devient administrateur de l'arrondissement de Landeshut-en-Silésie. En 1834, il est nommé ministre en chef à Düsseldorf. En 1837, il est nommé ministre en chef à Magdebourg et gouverneur de la province prussienne de Saxe. Il est nommé citoyen d'honneur de Magdebourg en 1841.
En 1840, il est nommé confident du roi Frédéric-Guillaume IV de Prusse. Il déménage à Berlin et deux ans plus tard, il est nommé ministre d'État. Après la Révolution de Mars 1848, il est contraint de démissionner de son poste. Il est alors adjudant général du roi et en 1851 ministre de la Maison royale.
Il décède en 1854 et est enterré dans le cimetière de sa famille à Wernigerode. La tombe est conçue par Friedrich August Stüler.

## Mariage et descendance
En 1809, il épouse la baronne Louise von der Recke (1787-1874), fille du ministre Eberhard von der Recke. Ils ont :
- Eberhard (1810-1872) succède à son père en tant que seigneur de Kreppelhof.
- Conrad (1811–1851), dont le fils, le comte Udo, hérite du Kreppelhof en 1872
- Udo (1812-1826)
- Jenny (1813-1900), mariée le 12 juillet 1838 au comte Alexander von Keller (de) (16 juin 1801 – 30 mai 1879), fils de Christoph von Keller
- Marianne (1815–1844)
- Bertha (1816-1861)
- Elizabeth (1817-1822)
- Anna de Stolberg-Wernigerode (1819-1868)
- Charlotte (1821-1885), mariée le 24 juillet 1851 à Hans Hugo von Kleist-Retzow (25 novembre 1814 – 20 mai 1892)
- Bolko (de) (1823-1884), marié le 5 novembre 1853 à Elisabeth von Thun (de) (22 août 1833 – 6 février 1900), fille du général Wilhelm Ulrich von Thun (de)
- Friederike (1824-1848)
- Théodore (de) (1827–1902), marié le 16 avril 1872 à Klara von der Schulenburg (16 décembre 1849 – 8 mai 1936), fille de Wilhelm von der Schulenburg.